# 사토 아키코
あ사토 아키코(일본어: 佐藤昭子, 1928년 ~ 2010년 3월 11일)는 다나카 가쿠에이의 비서였다. 원래 이름은 사토 아키라(佐藤昭)였으나 아키코로 개명하였다. 니가타현 가시와자키시에서 태어났다.
니가타 현립 가시와자키 고등여학교를 졸업하고 도쿄여자전문학교(현 도쿄가정대학)에 진학하지만 자퇴 후 17세에 만났던 다나카 가쿠에이의 비서가 된다. 다나카의 사무소에서 그의 후원회였던 월산회의 통괄 책임자 등을 지내 “월산회의 금고담당”이나 “월산회의 여왕”이란 별명을 얻었다. 자민당의 다나카 파벌에도 영향력이 컸는데, 당시 다나카파의 중진·신진 의원이었던 하시모토 류타로나 오부치 게이조, 하다 쓰토무, 오자와 이치로 등은 그녀를 정계에서 어머니와 같다고 하며, 파벌이 갈린 후에도 “마마”라 부르며 그리워했다.
1985년 다나카가 뇌경색으로 쓰러지면서 정치생명을 잃자 그의 딸 다나카 마키코에 의해 사무소가 폐쇄되고, 해고되었다. 다나카 마키코와 사토 아키코 간에는 뿌리깊은 대립관계가 있다고 한다.
다나카의 아이라고 주장하는 딸이 한명 있으며, 저서로는 《결정판─나의 다나카 가쿠에이 일기》와 《다나카 가쿠에이, 내가 마지막으로 전하고 싶은 것》이 있다.